# Gevattersee
Der Gevattersee ist ein Baggersee bei Bückeburg, Landkreis Schaumburg, Niedersachsen. Der See liegt etwa 3 km nordwestlich von Bückeburg bei Dankersen, einem Stadtteil von Minden. Es handelt sich um zwei Seen, die durch einen schmalen Damm getrennt sind. Die Grenze zu Nordrhein-Westfalen verläuft unmittelbar entlang des nördlichen Ufers. Eigentümer der Seen ist das Haus Schaumburg-Lippe.
Der westliche See wird Gevattersee oder Gevattersee I genannt, der östliche und mit 19 ha etwas kleinere See Gevattersee II oder Gevattersee 2. Bis 2010 wurde der See ausgiebig zum Baden genutzt, jedoch wurde aufgrund der überhandnehmenden Müllproblematik das Baden verboten, zumal das Gelände in einem  Landschaftsschutzgebiet liegt.
Der Gevattersee II wird vom Fischereiverein Schaumburg-Lippe e.V. genutzt. Der Surfclub Gevattersee betreibt eine Surfschule.